# Comuna Fântânele, Teleorman
Fântânele este o comună în județul Teleorman, Muntenia, România, formată numai din satul de reședință cu același nume.

## Toponimie
Numele comunei vine de la numărul mare de izvoare ce țâșneau de la poalele malului ce formează valea Dunării, cunoscute sub numele de fântânițe/fântânele. Mai târziu aceste izvoare, care țâșneau în mod natural de sub mal, au fost amenajate prin canalizării și bazine de piatră, dându-le diferite denumiri: ”la țuțurcă”, sau „fântâna lui Tudorce”, după numele celui care a amenajat-o, ceea ce a contribuit la formarea nucleului acestei așezării omenești.

## Istorie
Comuna Fântânele a fost înființată la 13 iunie 1588, când Mihnea Turcitul întărește lui Nică, fost mare armaș și jupâniței lui, Maria, această așezare, fostă a Craioveștilor, în urma unor judecăți. Satul este cu mult mai vechi, el existând în secolul al XV-lea și chiar mai înainte, întrucât același document mai precizează că Fântânele ”este veche și dreapta ocina și de moștenirea lor, agonisită și cumpărată de răposatul Pârvu ban”.
Vatra satului a fost pe malul dinspre nord al bălții Suhaia, până în anul 1930, când au început să se facă modificări ale vetrei satului, locuitorii mutându-se la șes, în câmpie de-a lungul șoselei Zimnicea – Turnu Măgurele.
La sfârșitul secolului al XIX-lea, comuna făcea parte din plasa Marginea a județului Teleorman, fiind alcătuit din satul Fântânele cu o populație de 1332 de locuitori. În comună exista o moară cu aburi.
Anuarul Socec din 1925 consemnează comuna în plasa Turnu-Măgurele a aceluiași județ și cu o populație de 2300 de locuitori.
În anul 1950, comuna a trecut în administrația raionului Turnu Măgurele al regiunii Teleorman, raion care, doi ani mai târziu, a fost inclus în regiunea București. 
În anul 1960, comuna Fântânele a fost desființată, satul Fântânele trecând la comuna Suhaia. Comuna a fost reînființată în 2004 în structura actuală.
În prezent comuna se află așezată în întregime la șes, pe o lungime de 3 km și o lățime ce variază între 200 și 300 m.

## Geografie
Comuna este situată în partea de sud a județului Teleorman, legătura comunei cu exteriorul realizându-se prin DN51A care străbate localitatea de la est la vest. Localitatea beneficiază de legături rutiere permanente și rapide cu toate centrele urbane importante din zonă.
Comuna se învecinează la est, cu orașul Zimnicea, la vest cu comuna Suhaia, la sud se învecinează fluvial cu Dunărea și la nord cu comunele Izvoarele și Smârdioasa.
Condițile geologice se pot caracteriza prin depozite de câmpie cuaternare în stratificație tubulară acoperite cu loessuri.
Clima este temperat-continentală și se caracterizează printr-un potențial caloric ridicat, prin amplitudini mari ale temperaturii aerului, prin cantități reduse de precipitații, adeseori în regim torențial, îndeosebi vara, precum și frecvente perioade de secetă, cantitatea medie anuală de precipitații fiind de 550-600 l/mp.
Temperaturi maxime și minime absolute au fost: 42,9 °C (5 iulie 1916) și – 34,8 °C (24-25 1942).
Vânturile predominante sunt cele de vest și de est. Crivățul bate din est mai ales în miezul iernii, iar Austrul – vântul dinspre sud și sud–est, cu o frecvență mai redusă, este foarte uscat, fierbinte și prevestitor de secetă. 
În schimb, Băltărețul, dinspre Lunca Dunării, este un vânt cald și umed, favorabil dezvoltării vegetației.
Prezența văii largi a Dunării, explică și caracterul vânturilor sub multiplele lor aspecte. 
Valorile medii ale vitezei vânturilor sunt între 3,5–4 m/s pentru cele din vest și între 3,5-5,3 m/s pentru cele din est și nord-est. Crivățul bate din est și nord-est, în perioada rece a anului, îndeosebi în zona estică a județului și își pierde din intensitate și frecvență spre vest. Vântul dinspre sud-est, cunoscut sub numele „Austrul” și căruia localnicii îi spun „Traista goală”, are o frecvență și o intensitate mult mai reduse decât „Crivățul”.
Precipitații medii anuale: 530 mm.
Din punct de vedere morfologic comuna se află într-o regiune de șes. Suprafața comunei este de 4100 ha. Principala activitate economică este agricultura. Terenurile agricole și pășunile naturale pot fi valorificate în scopul obținerii de produse agricole și zootehnice ecologice. Atragerea de întreprinzători în varii domenii va genera ocupare profesională, venituri crescute ale locuitorilor, o mai eficientă utilizare a resurselor locale, apariția resurselor financiare necesare demarării unor proiecte de reabilitare/extindere a infrastructurii fizice și sociale, de protecție a mediului, pentru promovarea zonei.

## Demografie
Componența etnică a comunei Fântânele
     Români (95,94%)
     Alte etnii (0,23%)
     Necunoscută (3,83%)
Componența confesională a comunei Fântânele
     Ortodocși (95,1%)
     Alte religii (0,69%)
     Necunoscută (4,21%)
Conform recensământului efectuat în 2021, populația comunei Fântânele se ridică la 1.305 locuitori, în scădere față de recensământul anterior din 2011, când fuseseră înregistrați 1.700 de locuitori. Majoritatea locuitorilor sunt români (95,94%), iar pentru 3,83% nu se cunoaște apartenența etnică. Din punct de vedere confesional, majoritatea locuitorilor sunt ortodocși (95,1%), iar pentru 4,21% nu se cunoaște apartenența confesională.

## Politică și administrație
Comuna Fântânele este administrată de un primar și un consiliu local compus din 9 consilieri. Primarul, Ionel-Stelian Pîrvan[*], de la Partidul Social Democrat, este în funcție din 2016. Începând cu alegerile locale din 2024, consiliul local are următoarea componență pe partide politice:
|  | Partid                    | Consilieri | Componența Consiliului | Componența Consiliului | Componența Consiliului | Componența Consiliului | Componența Consiliului | Componența Consiliului |
|  | ------------------------- | ---------- | ---------------------- | ---------------------- | ---------------------- | ---------------------- | ---------------------- | ---------------------- |
|  | Partidul Social Democrat  | 6          |                        |                        |                        |                        |                        |                        |
|  | Partidul Național Liberal | 3          |                        |                        |                        |                        |                        |                        |

## Sport
Echipa de handbal a școlii condusă de Prof. Piele Stelian a participat la numeroase concursuri, echipa primind obținând premii, atât în județ cât și pe plan național.

## Instituții

### Învățământ
În comuna Fântânele își desfășoară activitatea Școala cu clasele I-VIII, clădire construită în anul 1985. Numărul cadrelor didactice este de 21 din care titulari 10, iar numărul elevilor este de 106, din care 47 în învățământul primar și 59 în cel gimnazial. Grădinița Fântânele are un număr de trei educatoare și un număr de 48 copii, grupați pe trei grupe.

### Biserica Fântânele
Biserica Fântânele poartă hramul Adormirea Maicii Domnului, fiind construită între anii când biserica era condusă de preotul Niță Gheorghe.
La construcția bisericii au participat toți locuitorii comunei, atât cu forță de muncă cât și cu alte materiale necesare.
Comuna Fântânele a avut onoarea ca la sfințirea bisericii să participe Preafericitul Teoctist Patriarhul României, cu un bogat sobor de preoți.
Parohia Fântânele este condusă de preotul paroh Dumitru Mihai și de preotul Pirontea Stan(Cuciurica) și din 2022 părintele Turiac Cristian.